# Dagbok för Selma Ottilia Lovisa Lagerlöf
Dagbok för Selma Ottilia Lovisa Lagerlöf är en bok av Selma Lagerlöf, utgiven 1932.